# Power Up
Power Up (ponekad skraćen na PWR/UP) je sedamnaesti studijski album australskog rock sastava AC/DC. Album je objavljen 13. studenog 2020. godine, a objavila ga je diskografska kuća Columbia Records. Ovo je šesnaesti album sastava koji je objavljen svjetski, a sedamnaesti s jednim albumom objavljenim samo u Australiji. Power Up označuje povratak pjevača Briana Johnsona, bubnjara Phila Rudda i basista Cliffa Williamsa. Sva trojica napustili su AC/DC prije, tijekom, ili poslije turneje za prijašnji album, Rock or Bust iz 2014. godine.
Ovo je također prvi album od smrti osnivača i ritam gitarista Malcolma Younga 2017. godine, a album je uspomena na njega, prema njegovom bratu Angusu. Album je dobio dobre kritike od glazbenih kritičara.

## Pozadina i snimanje
Nakon objave albuma Rock or Bust 2014. godine, sastav je krenuo na sedamnaesto-mjesečnu turneju. Prije turneje, bubnjar Phil Rudd optužen je za naručivanje ubojstva, prijetnji smrću, posjeda metamfetamina i kanabisa. Na turneji, Rudda je zamijenio Chris Slade koji je prije svirao za AC/DC na njihovom albumu iz 1990. godine The Razors Edge, par godina nakon što je Rudd prvi put napustio sastav. Početkom 2016. godine, pjevač Brian Johnson počeo je imati problema sa sluhom, zbog čega su se zadnjih deset koncerata Rock or Bust turneje odgodili. Naposljetku, zamijenio ga je pjevač sastava Guns N' Roses Axl Rose za te koncerte. Dana 8. srpnja 2016. godine, basist Cliff Williams objavio je kako će se umiroviti nakon turneje. Kao razlog umirovljenja naveo je zdravstvene probleme, te je nazvao AC/DC "drugom životinjom".
Godine 2018., pojavile su se glasine da AC/DC radi na sedamnaestom albumu, s Johnsonom, Ruddom, i Williamsom u sastavu. Johnson, Rudd, Angus Young i Stevie Young fotografirani su u studiju gdje su snimali svoje prijašnje albume u kolovozu 2018. godine, što je dalo intuiciju da sastav definitivno radi na novom albumu.

## Popis pjesama
Sve pjesme napisali su Angus Young i Malcolm Young.
| 1. | »Realize«                   | 3:37 |
| 2. | »Rejection«                 | 4:06 |
| 3. | »Shot in the Dark«          | 3:06 |
| 4. | »Through the Mists of Time« | 3:32 |
| 5. | »Kick You When You're Down« | 3:10 |
| 6. | »Witch's Spell«             | 3:42 |

| 7.    | »Demon Fire«      | 3:30 |
| 8.    | »Wild Reputation« | 2:54 |
| 9.    | »No Man's Land«   | 3:39 |
| 10.   | »Systems Down«    | 3:12 |
| 11.   | »Money Shot«      | 3:05 |
| 12.   | »Code Red«        | 3:31 |
| 41:03 |                   |      |

## Zasluge
AC/DC
- Angus Young – glavna gitara
- Brian Johnson – vokali
- Phil Rudd – bubnjevi
- Cliff Williams – bas-gitara, prateći vokali
- Stevie Young – ritam gitara, prateći vokali

Ostalo osoblje
- Mike Fraser – inženjer zvuka, miksanje
- Brendan O'Brien – producent, miksanje
- Ryan Smith – mastering
- Billy Bowers – pomoćni inženjer zvuka
- Zach Blackstone – pomoćni inženjer zvuka
- Dominick Civiero – pomoćni inženjer zvuka
- Richard Jones – tehničar
- Trace Foster – tehničar
- Simon Murton – tehničar
- Josh Cheuse – fotografija, dizajn
- Michelle Holme – dizajn
- Ben IB – omot albuma